# Robert K. Massie
Pour les articles homonymes, voir Massie.
Œuvres principales
- Peter the Great (1980)
- Dreadnought (1991)
- Castles of Steel (2004)
- Catherine the Great (2011)

Compléments
- Ex-mari de Suzanne Massie (en)
- Père de Bob Massie (en)

Robert Kinloch Massie III, né le 5 janvier 1929 à Versailles dans le Kentucky et mort le 2 décembre 2019 à Irvington dans l'État de New York, est un historien américain, lauréat du prix Pulitzer de la biographie en 1981. 
Il a consacré la majeure partie de sa carrière à étudier la maison Romanov, et est l'auteur de plusieurs ouvrages sur la marine de la Première Guerre mondiale.

## Biographie
Robert Kinloch Massie III est né le 5 janvier 1929 à Versailles dans le Kentucky. Il a passé une grande partie de sa jeunesse à Nashville dans le Tennessee et a étudié l'histoire des États-Unis et de l'Europe à l'université Yale puis à l'université d'Oxford au Royaume-Uni, bénéficiant d'une bourse Rhodes. Massie a travaillé comme journaliste pour le magazine Newsweek de 1959 à 1962 avant d’occuper un poste au Saturday Evening Post.
En 1967, avant de s'installer en France avec sa famille, Massie écrit et publie son livre Nicholas and Alexandra, une biographie faisant autorité du tsar Nicolas II (1868-1918) qui régna de 1894 à 1917 et d'Alexandra Fedorovna Romanova (1872-1918), son épouse qui furent respectivement dernier empereur et impératrice de Russie. L'intérêt de Massie pour la famille impériale russe de Romanov est né de la naissance de son fils, Robert Kinloch Massie IV, né hémophile - une maladie héréditaire qui affecta également le fils de Nicolas, le tsarévitch Alexis Nikolaïevitch, héritier du trône impérial. En 1971, ce livre a servi de base à un long métrage biographique, Nicolas et Alexandra primé aux Oscars, mettant en vedette Michael Jayston et Janet Suzman. 28 ans plus tard, en 1995, dans son livre The Romanovs: The Final Chapter, Massie a actualisé la biographie historique de Nicholas et Alexandra.
En 1975, Robert Massie et son épouse d'alors, Suzanne Massie (en), ont relaté leurs expériences en tant que parents d'un enfant hémophile et les différences importantes entre les systèmes de soins de santé américain et français dans leur livre, Journey, écrit conjointement.
Massie a ensuite remporté le prix prix Pulitzer de la biographie en 1981 pour Peter the Great: His Life and World. Ce livre biographique a inspiré une minisérie de la chaîne de télévision NBC en 1986, Pierre le Grand, qui a remporté trois Emmy Awards et a été interprétée par Maximilian Schell, Laurence Olivier et Vanessa Redgrave.
Au cours des années suivantes, Massie écrivit plusieurs ouvrages, dont la biographie Catherine the Great: Portrait of a Woman, publiée en 2011 sur la tsarine Catherine la Grande (1729-1796).
De 1987 à 1991, Massie a été président de l"Authors Guild : il a notamment appelé les auteurs à boycotter toutes les librairies qui refusaient de vendre Les Versets sataniques de Salman Rushdie en raison des menaces du monde islamo-musulman.
Massie est décédé des suites de la maladie d'Alzheimer le 2 décembre 2019 à Irvington dans l'État de New York, à l'âge de 90 ans.

## Récompenses
- Bourse Rhodes
- 1981 : Prix Pulitzer de la biographie pour Peter the Great: His Life and World
- 2012 : Andrew Carnegie Medal for Excellence in Nonfiction pour Catherine the Great
- 2012 : PEN/Jacqueline Bograd Weld Award for Biography pour Catherine the Great

## Œuvres
- (en) Castles of Steel: Britain, Germany, and the Winning of the Great War at Sea, 2004
- (en) Catherine the Great: Portrait of a Woman, 2011
- (en) Dreadnought: Britain, Germany, and the coming of the Great War, 1991
- (en) Journey Knopf, 1975
- (en) Last Courts of Europe: Royal Family Album, 1860-1914, 1981
- (en) Nicholas and Alexandra: An Intimate Account of the Last of the Romanovs and the Fall of Imperial Russia, 1967
- Pierre le Grand : Sa vie, son univers [« Peter the Great: His Life and World »]  (trad. de l'anglais par Denise Meunier), Paris, Fayard, 1985 (1re éd. 1980), 864 p. (ISBN 2-213-01437-X)
- (en) The Romanovs: The Final Chapter, 1995